# 日珠
日珠（にっしゅ、1769年（明和6年） - 1816年11月11日（文化13年9月22日））は、大石寺第47世法主。小川姓。

## 略歴
- 1769年（明和6年）、加賀（金沢）にて誕生。
- 1777年（安永6年）、出家。
- 1781年（天明元年）9月13日、父貞性日浄卒。
- 1783年（天明3年）7月11日、母妙貞日亮卒。
- 1784年（天明4年）春、細草に入檀す。
- 1804年（文化元年）春、細草79代の化主となる。
- 1804年（文化元年）秋、細草を退檀し、江戸常泉寺塔中本行坊（現在の本行寺）の住職を務める。
- 1806年（文化3年）11月、江戸常泉寺の住職を務める。
- 1809年（文化6年）夏、大石寺29代学頭となる。
- 1813年（文化10年）夏、46世日調より法の付嘱を受ける。
- 1814年（文化11年）4月11日、大坊に入り、大石寺第47世日珠として登座す。
- 1815年（文化12年）8月10日、日珠寿命坊に移り、日調再住す。
- 1816年（文化13年）9月22日、47歳で死去した。

| 先代 日調 | 大石寺住職一覧 | 次代 日量 |